# Michael Sheard

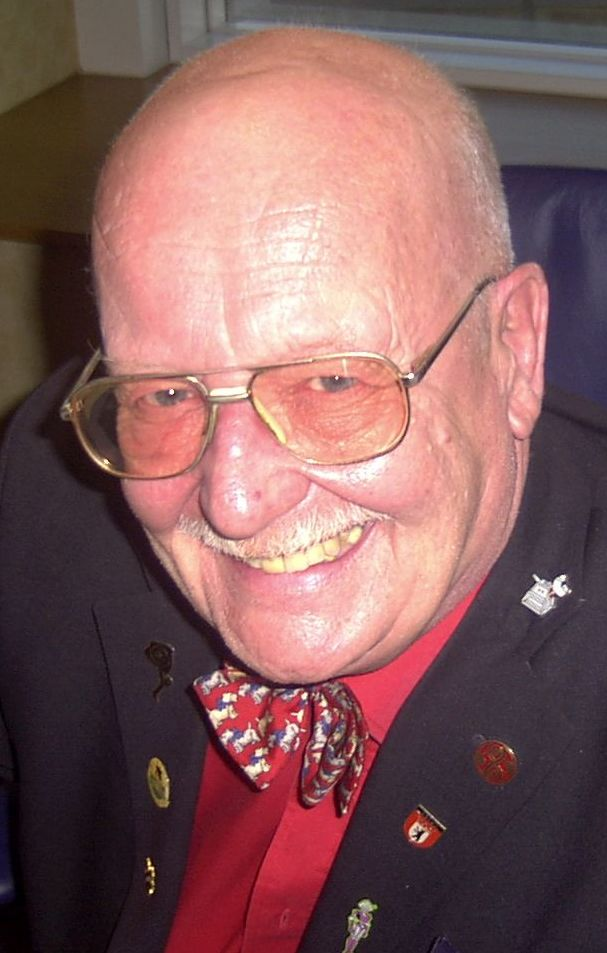
Michael Sheard

Michael Sheard (* 18. Juni 1938 in Aberdeen, Schottland; † 31. August 2005 auf der Isle of Wight, England) war ein britischer Schauspieler.

## Leben
Michael Sheard wurde in der schottischen Stadt Aberdeen als Sohn des Geistlichen Donald Marriot Perkins geboren. Der Name Sheard war der Geburtsname seiner Mutter.
Er besuchte die Royal Academy of Dramatic Art in London, allerdings beendete er seine Ausbildung nicht, sondern schloss sich der Royal Air Force an.
Nach seinem Militärdienst entschied sich Sheard, zur Schauspielerei zurückzukehren. In der Folgezeit spielte er sehr viele kleinere Rollen in verschiedenen Fernsehserien und Kinofilmen. Die Filme, in denen er mitwirkte, waren erfolgreich. Zu seinen bekanntesten Engagements gehört die Rolle des Admiral Ozzel in Star Wars: Das Imperium schlägt zurück und die des Adolf Hitler in Indiana Jones und der letzte Kreuzzug.
Im Laufe seiner Karriere arbeitete Michael Sheard mit vielen bekannten und renommierten Darstellern, wie zum Beispiel Laurence Olivier, David Niven, Elliott Gould, Roger Moore, Stefanie Powers, John Wayne, Michael York, Jenny Agutter, Sean Connery oder Harrison Ford zusammen.
Im Fernsehen hatte er mehrere Auftritte in der Science-Fiction-Serie Doctor Who und spielte dort an der Seite des ersten, dritten, vierten, fünften und siebten Doktors.
Michael Sheard starb am 31. August 2005 auf der Isle of Wight an Krebs. Er war verheiratet mit Ros Sheard und hat drei Kinder.

## Trivia
In seiner Filmkarriere stellte Sheard überaus häufig Nazi-Größen aus dem dritten Reich dar. So spielte er drei Mal Heinrich Himmler und fünf Mal Adolf Hitler.
Sheard schrieb mehrere Memoiren, darunter:
- Yes, Mr Bronson: Memoirs of a Bum Actor (ISBN 1-84024-007-5), 1997
- Yes, Admiral (ISBN 1-84024-103-9), 1999
- Yes, School’s Out! (ISBN 90-76953-42-2), 2001.
- Yes, It’s Photographic! (ISBN 1-904440-41-X), 2004.

## Filmografie (Auswahl)
- 1963: Dixon of Dock Green
- 1966–1988: Doctor Who (Fernsehserie)
- 1969–1989: Coronation Street (Fernsehserie, 9 Folgen)
- 1970: Randall & Hopkirk – Detektei mit Geist (Randall & Hopkirk (Deceased), Fernsehserie, 1 Folge)
- 1971: Paul Temple (Fernsehserie, 1 Folge)
- 1971: Die 2 (The Persuaders!, Fernsehserie, 1 Folge)
- 1971: Jason King (Fernsehserie, 1 Folge)
- 1972: Die Onedin-Linie (The Onedin Line, Fernsehserie, 1 Folge)
- 1972: Black Beauty (Fernsehserie, 1 Folge)
- 1972, 1977: Van der Valk (Fernsehserie, 2 Folgen)
- 1973: The Death of Adolf Hitler
- 1975: Mondbasis Alpha 1 (Space: 1999, Fernsehserie)
- 1975: Die Füchse (The Sweeney, Fernsehserie, 1 Folge)
- 1976: Mit Schirm, Charme und Melone (The New Avengers, Fernsehserie, 1 Folge)
- 1978: Der wilde Haufen von Navarone (Force 10 from Navarone)
- 1978: Law and Order
- 1978: Fünf Freunde (The Famous Five, Fernsehserie, Folge: Fünf Freunde im Nebel)
- 1979: Im Westen nichts Neues (All Quiet on the Western Front)
- 1979: Flucht nach Athena (Escape to Athena)
- 1979: Bei Nacht und Nebel (The Riddle of the Sands)
- 1980: Das Imperium schlägt zurück (The Empire Strikes Back)
- 1981: Der Bunker (The Bunker)
- 1981: Green Ice
- 1983: Höllenjagd bis ans Ende der Welt (High Road to China)
- 1985: Das dreckige Dutzend Teil II (The Dirty Dozen: Next Mission)
- 1985: Space
- 1989: Indiana Jones und der letzte Kreuzzug (Indiana Jones and the Last Crusade)
- 2003: Hitler of the Andes
- 2004: The British UFO Files (als Sprecher)